# Zwergpfeifer

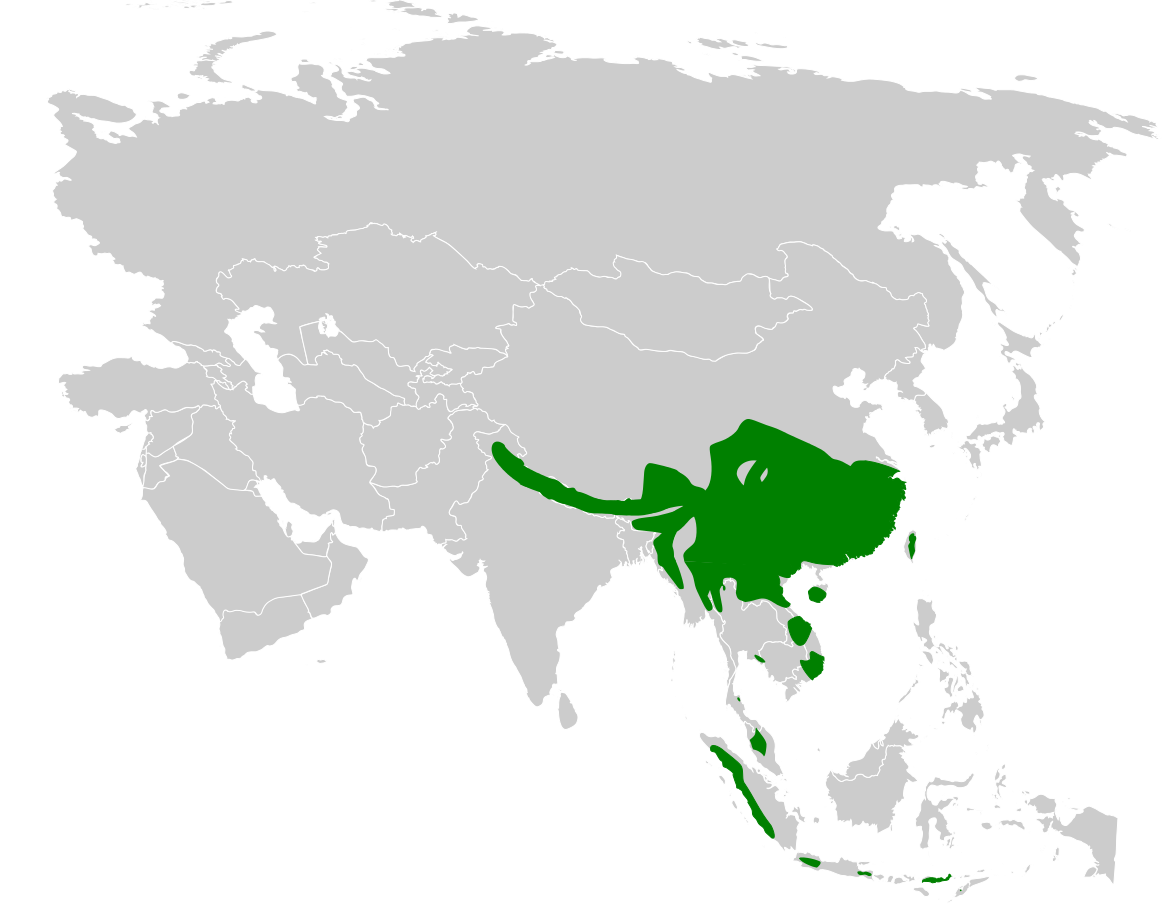
Das Verbreitungsgebiet der Zwergpfeifer in Asien

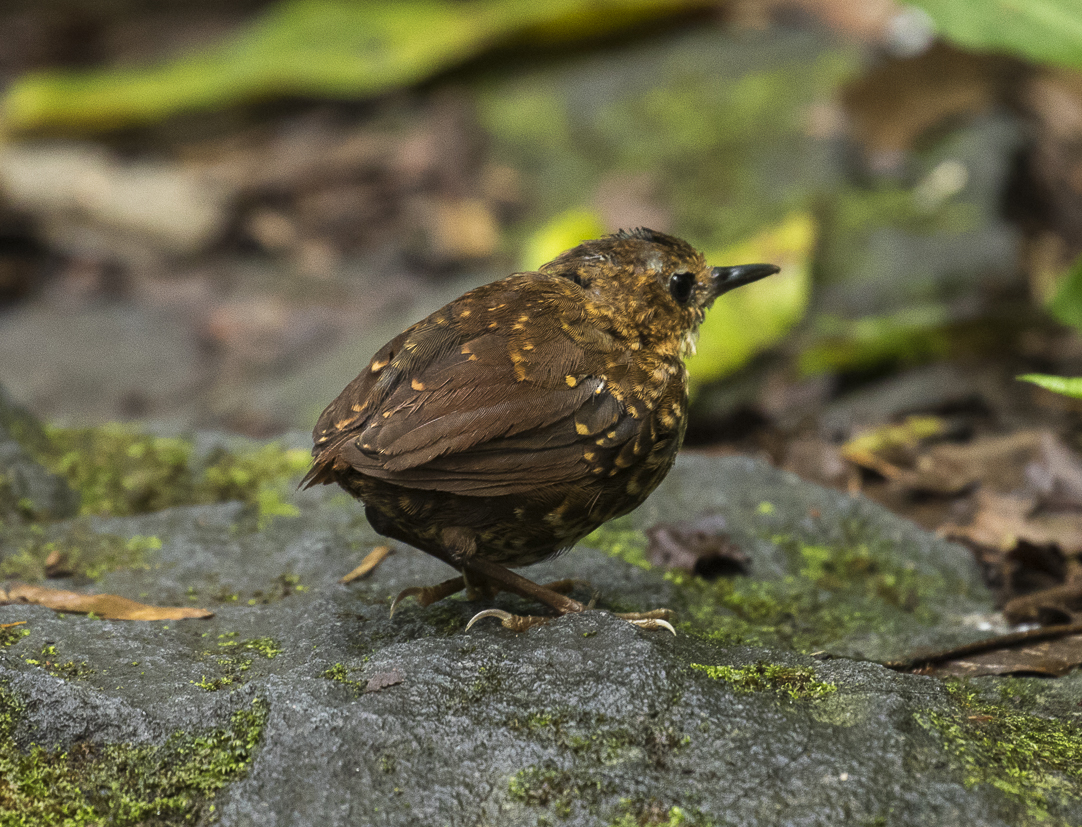
Ein Mooszwergpfeifer (Pnoepyga pusilla), fotografiert im Westen von Java

Die Zwergpfeifer (Pnoepyga) sind eine Gattung kleiner Singvögel, die in Ostasien und im Himalaya vorkommt.

## Merkmale
Zwergpfeifer ähneln äußerlich dem Zaunkönig, haben aber einen extrem reduzierten, in der Regel nicht sichtbaren Schwanz. Ihr Gefieder ist bräunlich und normalerweise auf Brust und Bauch, wo das Gefieder zahlreiche Flecken oder ein schuppiges Muster zeigt, heller als auf dem Rücken. Männchen und Weibchen sind hinsichtlich der Färbung kaum zu unterscheiden. Der Körper ist klein und von rundlich-ovaler Gestalt. Die Flügel sind sehr kurz und abgerundet. Der Kopf ist mittelgroß, der Hals ist kurz und dick. Der schmale Schnabel ist mittellang und gerade. Beine und Füße sind lang und kräftig.

## Lebensraum und Lebensweise
Zwergpfeifer leben in feuchten Wäldern und halten sich meist nah am moosigen Bodengrund zwischen dichtem Unterbewuchs auf. Sie ernähren sich vor allem von Insekten und anderen kleinen Gliederfüßern. Zwergpfeifer wurden noch nie dabei beobachtet, Samen oder Früchte zu fressen, Magenuntersuchungen zeigten jedoch, dass sie diese in kleinen Mengen auch aufnehmen.
Die Brutbiologie der Zwergpfeifer ist nur wenig bekannt. Sie sind wahrscheinlich monogam und beide Geschlechter bauen das Nest, brüten und füttern die Jungen. Das Nest besteht aus Moos, kleinen Wurzeln und Haaren und ist kugelförmig mit einem auf der Oberseite gelegenen Eingang. Es wird in Moospolster, zwischen Epiphyten in einer nicht allzu hohen Verzweigung oder zwischen Steinen errichtet. Ein Gelege besteht aus zwei bis sechs Eiern, wobei kleinere Gelegegröße für die in tropischen Regionen vorkommenden Arten typisch sind, während die in gemäßigten oder subtropischen Gegenden lebenden Arten mehr Eier legen. Bei einer Art wurde eine Brutdauer von 12 bis 14 Tagen festgestellt, bei den anderen ist sie noch unbekannt.

## Systematik
Die Gattung Pnoepyga wurde im Jahr 1844 durch den in Nepal und Nordindien tätigen britischen Naturforscher Brian Houghton Hodgson eingeführt. Sie wurde lange Zeit in die Familie der Timalien (Timaliidae) gestellt. Molekularbiologische Untersuchungen zeigten jedoch, dass sie mit den Timalien nur entfernt verwandt sind. Der schwedische Ornithologe Magnus Gelang führte deshalb im Jahr 2009 die Familie Pnoepygidae ein, mit Pnoepyga als einziger Gattung. Möglicherweise sind die Zwergpfeifer die Schwestergruppe einer größeren Klade zu der die Halmsängerartigen (Cisticolidae) und die Bülbüls (Pycnonotidae) gehören.

## Arten
Die Gattung Pnoepyga besteht aus fünf Arten:
- Himalajazwergpfeifer (Pnoepyga albiventer)
- Chinazwergpfeifer (Pnoepyga mutica)
- Taiwanzwergpfeifer (Pnoepyga formosana)
- Nepalzwergpfeifer (Pnoepyga immaculata)
- Mooszwergpfeifer (Pnoepyga pusilla)

## Belege
1. 1 2 3 4  David W. Winkler, Shawn M. Billerman, Irby J. Lovette: Bird Families of the World: A Guide to the Spectacular Diversity of Birds. Lynx Edicions (2015), ISBN 978-84-941892-0-3. Seite 426.
2. ↑  Magnus Gelang, Alice Cibois, Eric Pasquet, Urban Olsson, Per Alström, Per G. P Ericson: Phylogeny of babblers (Aves, Passeriformes): major lineages, family limits and classification. Zoologica Sripta, April 2009, doi: 10.1111/j.1463-6409.2008.00374.x
3. ↑  Cupwings, crombecs, bush warblers, Streaked Scrub Warbler, yellow flycatchers, hylias in der IOC World Bird, List 25. Juli 2020, Version 10.2